# Chiesa di Santa Maria di Loreto (Tusa)
La chiesa di Santa Maria di Loreto è una ex chiesa di Tusa.
Essa presenta una facciata incompleta e interno a navata unica con volta a botte lunettata.
L'annesso monastero delle benedettine, più noto come batia o cuoppu, occupò nella seconda metà del XVI secolo le case del sacerdote don Gregorio Gratteri, presso la chiesa di San Nicola.
Il convento fu soppresso nel 1866 e l'edificio, riscattato dal comune, fu venduto nel 1899 a privati. La chiesa, chiusa al culto e sconsacrata nel 1892 fu destinata nel 1931 a sala per manifestazioni teatrali.